# Гокон (кронпринц Норвегії)
Його Королівська Високість кронпринц Гокон (імена при хрещенні Гокон Маґнус, (норв. Haakon Magnus, нар. 20 липня 1973) — кронпринц Норвегії, син короля Норвегії Гаральда V і королеви Соні. Представник династії Шлезвіг-Гольштейн-Зондербург-Глюксбург. Після сходження на престол буде іменуватися королем Гоконом VIII.

## Біографія
Принц відвідував звичайний дитячий садок і середню школу, потім перейшов в Християнську гімназію, яку закінчив у 1992 році. Став кронпринцом 17 січня 1991 року, коли був коронований його батько. 20 липня 1991 р. він вперше взяв участь у засіданні Державної ради, а 22 липня 1991 р., у зв'язку з від'їздом короля, вперше головував у Державній раді.
У 1992 році вступив у Військово-морську підготовчу школу в Ставангер і, звідки був переведений у Військово-морське училище в Хортен. Служив на флоті, але військову кар'єру не продовжив, а отримав ступінь бакалавра зі суспільно-політичних наук в США.
У 2003 р. Кронпринц Гокон отримав пропозицію виступити послом доброї волі від програми розвитку ООН (UNDP). За повідомленням норвезького радіо і телебачення від 15 жовтня 2003 року, кронпринц подякував за високу честь представляти UNDP як посол і погодився виконувати цю роботу протягом одного року.

## Родина
25 серпня 2001 року кронпринц Гокон одружився з Метте-Маріт Т'єссем Хьойбі. Церемонія одруження проходила в Кафедральному Соборі Осло. 21 січня 2004 року в кронпринца і кронпринцеси народилася принцеса Інгрід Олександра — майбутня спадкоємиця норвезького престолу. 3 грудня 2005 року у кронпринца Гокона і кронпринцеси Метте-Маріт народився син — принц Сверре Магнус. Він займає третє місце в лінії спадкоємства (слідом за своїм батьком і сестрою).
У кронпринца Гокона також є прийомний син Маріус, син кронпринцеси Метте-Маріт і Мортена Борга, народжений в 1997 році, який не бере участь у спадкуванні престолу.

## Захоплення
Принц Гокон відмінно бігає на лижах, водить яхту, захоплюється дельтапланеризмом. Завзятий театрал, віддає перевагу всім драматургам рідного Генріка Ібсена.

## Нагороди
- Кавалер Великого хреста на ланцюзі ордена Святого Олафа
- Кавалер Великого хреста Норвезького ордена «За заслуги»
- Орден «Стара Планина» на стрічці (Болгарія)
- Кавалер ордена Слона (Данія)
- Кавалер Великого хреста ордена Terra Mariana (Естонія)
- Кавалер Великого хреста ордена Білої троянди (Фінляндія)
- Кавалер Великого хреста ордена «За заслуги перед ФРН»
- Кавалер Великого хреста ордена «За заслуги перед Італійською Республікою»
- Кавалер Вищого ордена Хризантеми (Японія)
- Кавалер Великого хреста ордена Відродження (Йорданія)
- Кавалер Великого хреста ордена Трьох зірок (Латвія)
- Кавалер Великого хреста ордена «За заслуги» (Польща)
- Кавалер Великого хреста ордена Інфанта дона Енріке (Португалія)
- Кавалер Великого хреста на ланцюзі ордена Карла III (Іспанія)
- Кавалер ланцюга ордена Серафимів (Швеція)
- Кавалер Великого хреста ордена Вітовта Великого (Литва, 23 березня 2011)

## Інші цікаві факти
Є 68-м в порядку спадкування британського престолу